# Водопойное (Новосибирская область)
Водопойное — упразднённая деревня в Чистоозёрном районе Новосибирской области. Входила в состав Табулгинского сельсовета. Официально ликвидирована в 2006 г., фактически ликвидирована в 1997 г.